# Ангел Червенков
Ангел Червенков (болг. Ангел Червенков, 10 червня 1964, Болярово, Ямбольська область, Болгарія) — болгарський футбольний тренер.

## Кар'єра футболіста
У вищому болгарському дивізіоні (ПФГ «А») провів 298 матчів, в яких забив 40 голів. Дворазовий чемпіон і володар Кубка Болгарії. У Кубку УЄФА провів 6 матчів і забив один гол. За національну збірну зіграв 5 матчів.

### Досягнення
- Чемпіонат Болгарії:
  - Чемпіон (2): 1987, 1991
  - Віце-чемпіон: 1985
  - Бронзовий призер: 1990
- Кубок Болгарії:
  - Переможець: 1985, 1987

## Кар'єра тренера
- 1997 - 2001 — ДЮСШ ЦСКА (Софія);
- 2001 - 2002 — «Черно море» (Варна);
- 2002 - 2003 — «Міньор» (Бобов Дол);
- 2003 - 2007 — ЦСКА (Софія), асистент;
- квітень-липень 2007 — ФБК «Каунас» (Литва);
- 2007 - 2009 — «Гарт» (Единбург, Шотландія);
- квітень-червень 2008 — ФК «Шилуте» (Литва);
- вересень 2009 - грудень 2010 — ПФК «Літекс»;
- грудень 2010 - червень 2011 — головний тренер ПФК «Севастополь»;
- січень-травень 2014 — головний тренер ПФК «Севастополь»;
- 2015 — головний тренер ФК «Арсенал» (Київ);
- 2018 - 2019 — головний тренер ФК «Чорноморець» (Одеса)[1];
- 2023 - 2024 — ««Ямбол»».

### Досягнення
- Суперкубок Литви:
  - Володар суперкубка: 2007
- Чемпіонат Болгарії:
  - Чемпіон: 2010